# Lokrum

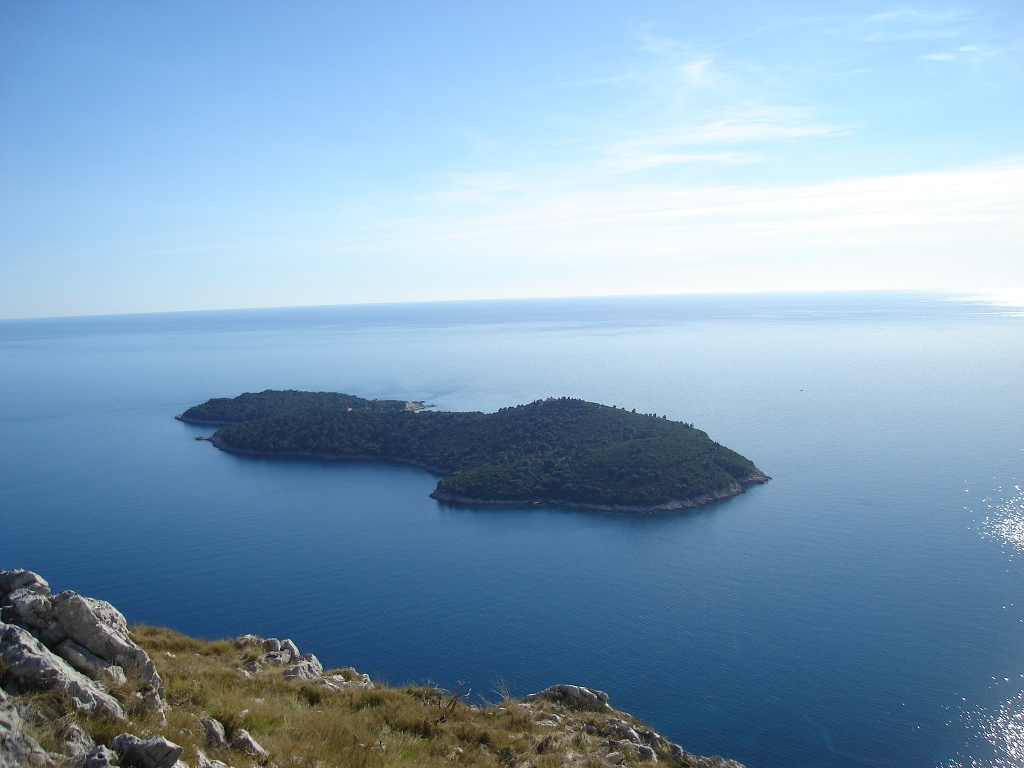
Isla de Lokrum

Lokrum (en italiano: Lacroma) conocida también por el nombre italiano de Lacroma (los venecianos estuvieron presentes en la isla durante siglos), su nombre deriva de la palabra latina Acrumen, que significa fruta amarga y deriva del cultivo de plantas exóticas por parte de los monjes benedictinos en la Edad Media.

## Geografía
Con una superficie de apenas 2 kilómetros cuadrados, Lokrum es una isla pequeña en tamaño pero grande en historia y tesoros naturales. En temporada alta un pequeño ferry atraca cada media hora en el muelle de Portoc procedente del puerto medieval de Dubrovnik. Lo primero que sorprende al viajero al bajar del barco es la ausencia de edificios y de hoteles. Ni siquiera hay un núcleo de población propiamente dicho. 
El punto más elevado de la isla es el Monte Glavica, a 96 metros sobre el nivel del mar, donde se levantan las ruinas del Fort Royal, construido durante la breve época de dominio napoleónico, rebautizado posteriormente como la Torre de Maximiliano por los austriacos. Este fuerte en forma de estrella es hoy el mejor mirador de Lokrum desde el cual se obtienen impresionantes vistas de Dubrovnik y las otras islas cercanas.
A los pies del fuerte se levanta la Cruz del Tritón, un monumento de piedra levantado en recuerdo de los marineros ahogados en el naufragio del buque imperial Triton en estas aguas en el año 1859.
En el lado oriental de la isla, protegido del mar abierto, hay un pequeño puerto natural. La isla cubre un área de 0,8km² y está cubierta de espesa vegetación mediterránea y bosques: laurel, roble, pinos, ciprés y pinos negros. También hay aceitunas, agaves, cactus, magnolia y palmas. En la parte sur de la isla hay un pequeño lago salado, de 10m de profundidad, conocido como "el Mar Muerto" (Mrtvo More). Cerca hay un monasterio benedictino abandonado, fundado en 1023. La basílica de tres naves, y una parte del siglo XIV del monasterio fueron dañadas seriamente en el terremoto 1667. El monasterio fue abandonado en 1798. Hoy Lokrum es una Reserva Natural y una Reserva Especial de Vegetación Forestal.

## Historia

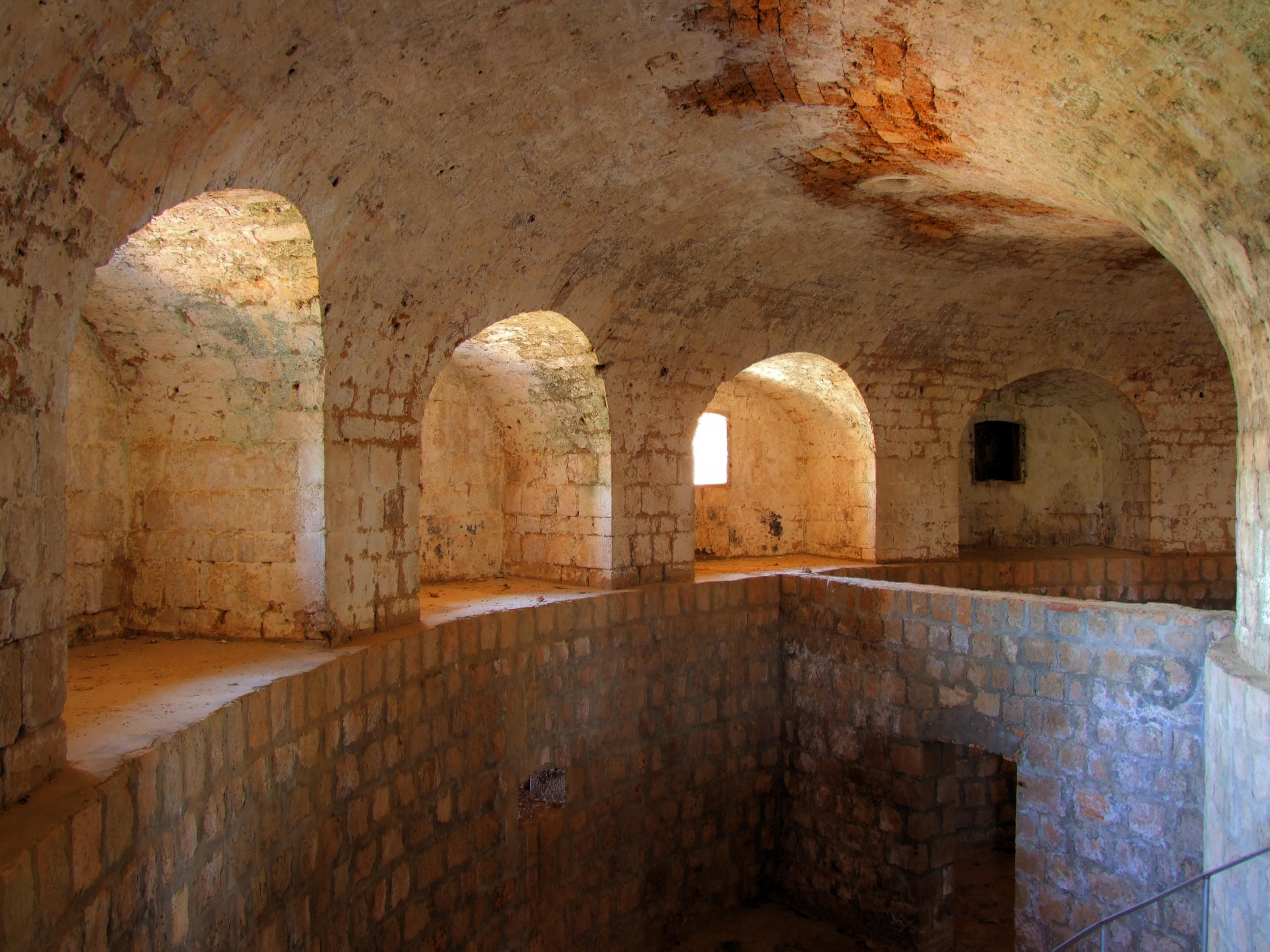
El interior del Fort Royal Castle

Lokrum fue una isla deshabitada hasta que en el año 1023 se fundó una abadía benedictina. Los monjes encontraron en este pequeño rincón del Adriático verde y solitario la paz y la tranquilidad que buscaban para sus oraciones y sus trabajos de jardinería. Con ellos se inició la larga tradición botánica de Lokrum, que actualmente es uno de los grandes atractivos de este lugar. Es una suerte que no funcionara la maldición lanzada por los monjes después de la ocupación francesa para que nadie pudiera dar con ella nunca jamás.
Una vieja leyenda cuenta que, al regresar de las Cruzadas, el rey de Inglaterra Ricardo Corazón de León fue a parar a las costas de Lokrum después de que su barco naufragara. Allí fue acogido y asistido, por lo que se comprometió a levantar una iglesia allí, algo que nunca hizo.
El monasterio benedictino se ubica junto a otro elegante edificio: la gran mansión que se levanta en medio de la isla, construida por el archiduque Maximiliano de Habsburgo en 1859, que después se convertiría en emperador de México. La mansión posee un magnífico jardín dispuesto, entrecruzado con senderos, lleno de plantas asombrosas y maravillas botánicas. La isla fue comprada originalmente por la esposa de Maximiliano, la Archiduquesa Carlota de México, con una parte de su dote matrimonial, y ella conservó la propiedad de la isla incluso después de que ella y su marido se convirtieran en emperador y emperatriz de México. Después de la ejecución del emperador Maximiliano, la isla fue entregada a la familia de Habsburgo en un reparto hecho entre Francisco José I de Austria y Leopoldo II de Bélgica. Carlota se había vuelto loca y Leopoldo había renunciado en nombre de su hermana a todas las pretensiones de ella a la propiedad de su marido en Austria. Leopoldo estaba más interesado en adquirir la gran fortuna de su hermana que en sus derechos sobre sus propiedades en Austria. La isla fue dada a la Archiduquesa Elisabeth Marie de Austria como parte de su dote matrimonial; Yugoslavia la reclamó bajo el Tratado de Saint-Germain-en-Laye (1919). La princesa Isabel declaró que ya no era Habsburgo, habiendo renunciado a sus derechos con motivo de su matrimonio; por lo que Yugoslavia no tenía derecho a secuestrar la propiedad. El caso fue resuelto por un pago de $575,000 a la princesa. 
Otra leyenda popular dice que la emperatriz Sissi de Austria olvidó adrede en la isla un collar de diamantes tras su visita para tener un buen pretexto para regresar a aquel lugar tan bello. 

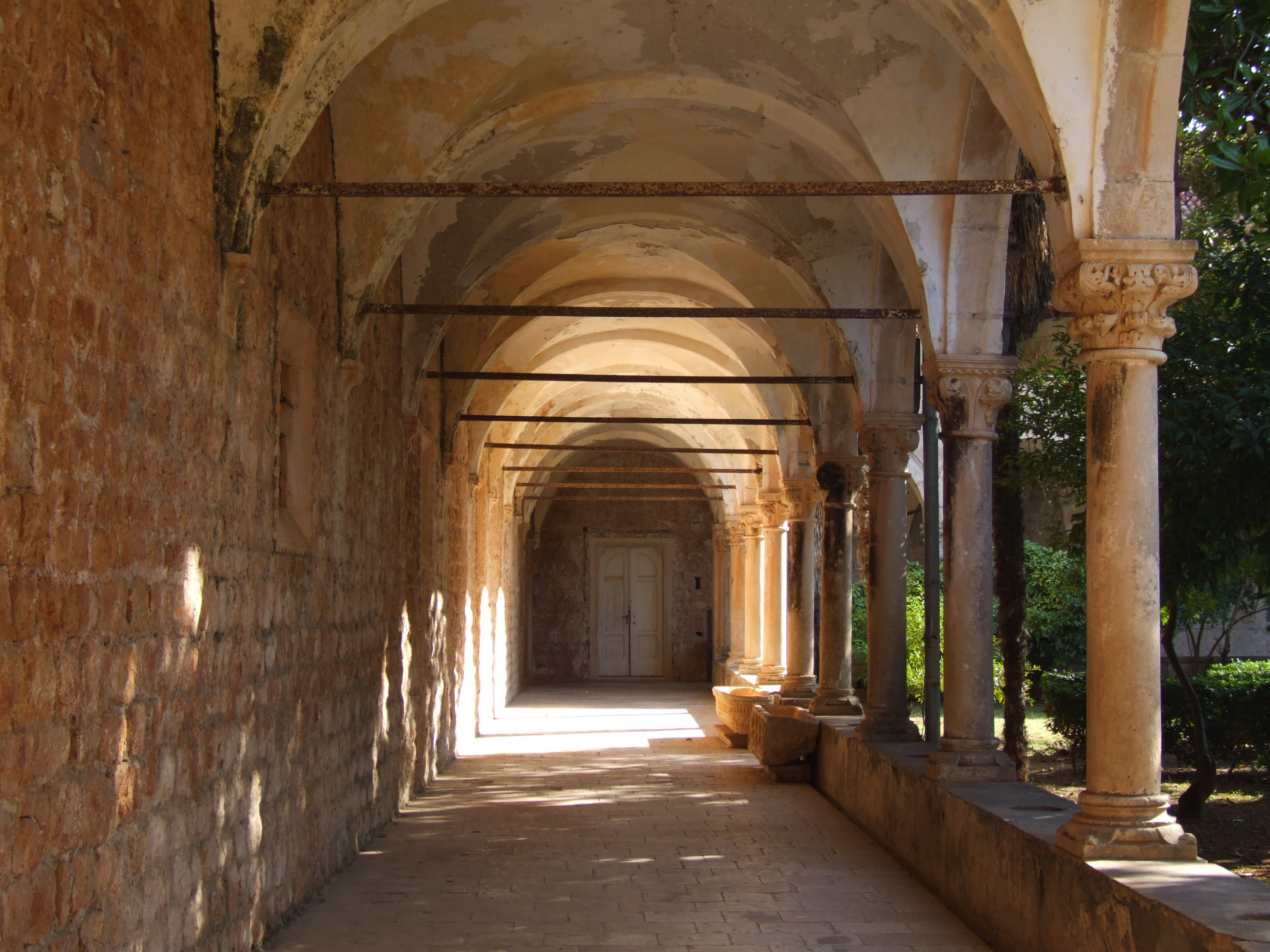
El antiguo monasterio benedictino

En 1959, se fundó un Jardín Botánico en Lokrum tomando la antigua tradición de horticultura de los monjes. Las condiciones climáticas especiales de Lokrum han permitido que crezcan aquí especies vegetales de los cinco continentes. Así, la flora mediterránea clásica a base de pinos, laureles, limoneros, cipreses y olivos convive con plantas tan exóticas como magnolias, palmeras y cactus. Hasta 500 especies diferentes. Los pasillos del Jardín Botánico brindan al visitante una fascinante experiencia entre plantas y árboles de todas las formas, aromas y colores. En este precioso jardín habita una colonia de pavos reales traídos de las Islas Canarias por el Archiduque Maximiliano.
Lokrum fue bombardeada en varias ocasiones por los serbios durante la Guerra de Yugoslavia entre los años 1991 y 1995, aunque afortunadamente estos bombardeos apenas causaron daños importantes en su patrimonio histórico y natural.
La isla es ahora un destino popular de los visitantes provenientes de Dubrovnik. Un restaurante está situado en el antiguo monasterio, y las rutas de senderismo alrededor de la isla están marcadas. También hay una playa nudista que se sitúa en Skrinja en el extremo suroriental de la isla.

## Galería

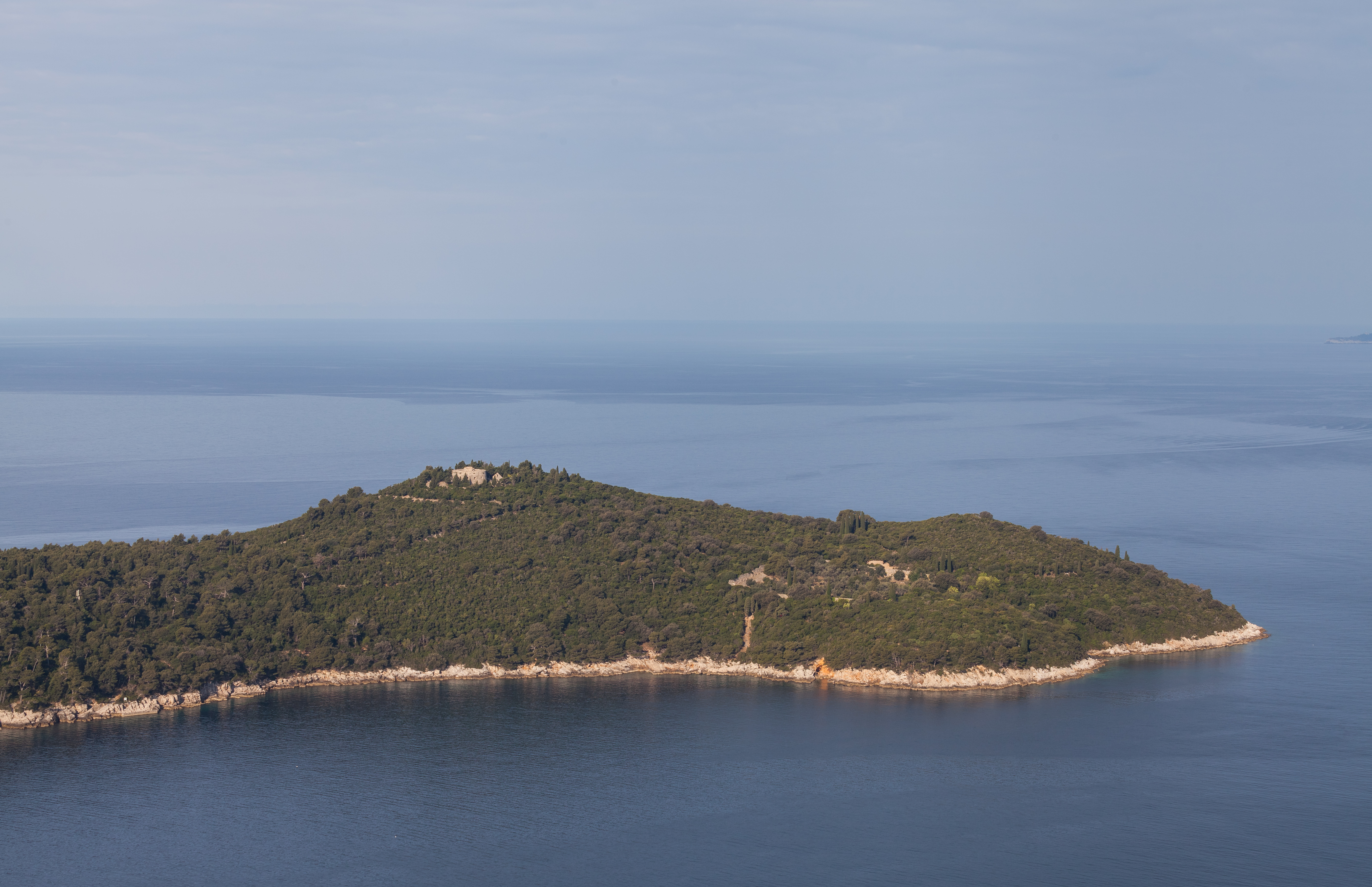
Vista lejana.
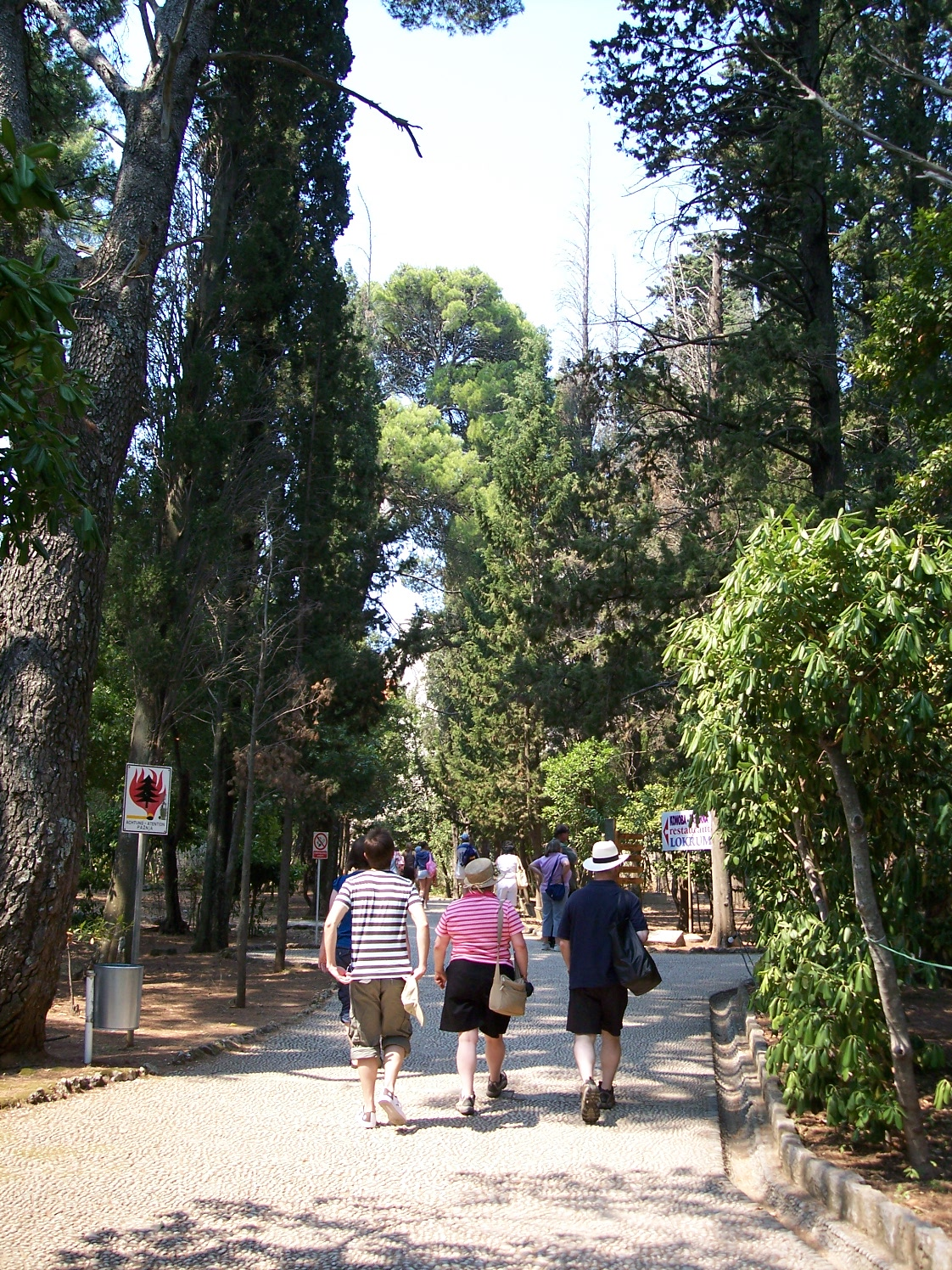
Camino hacia el jardín botánico.
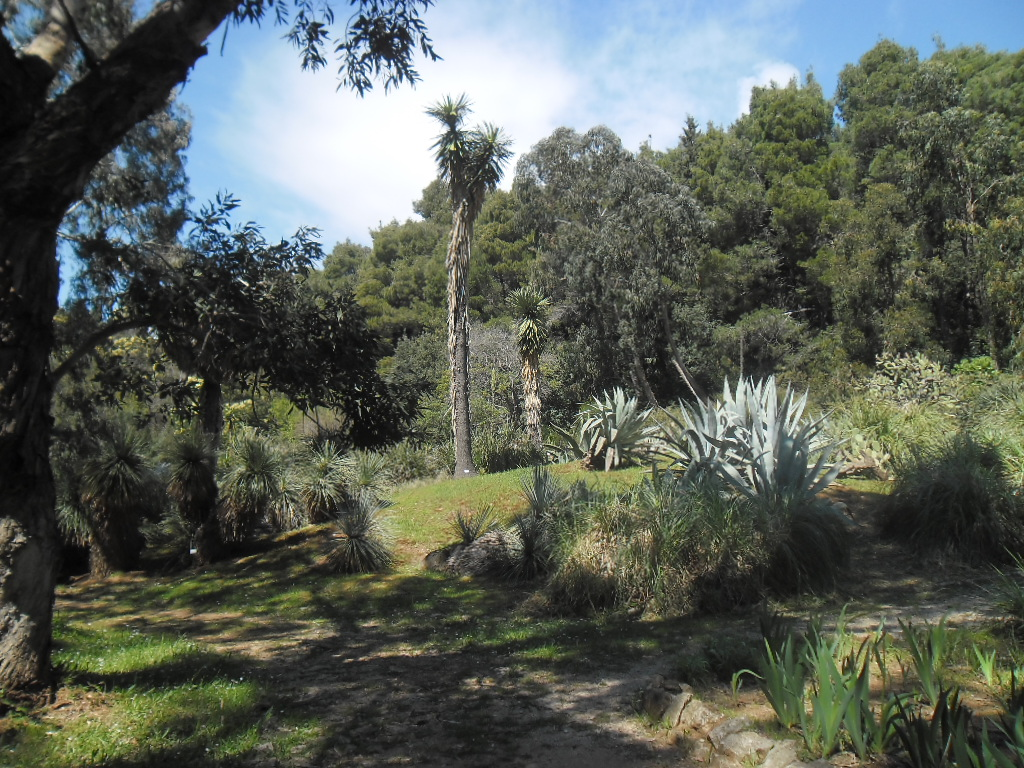
Vista del jardín botánico.
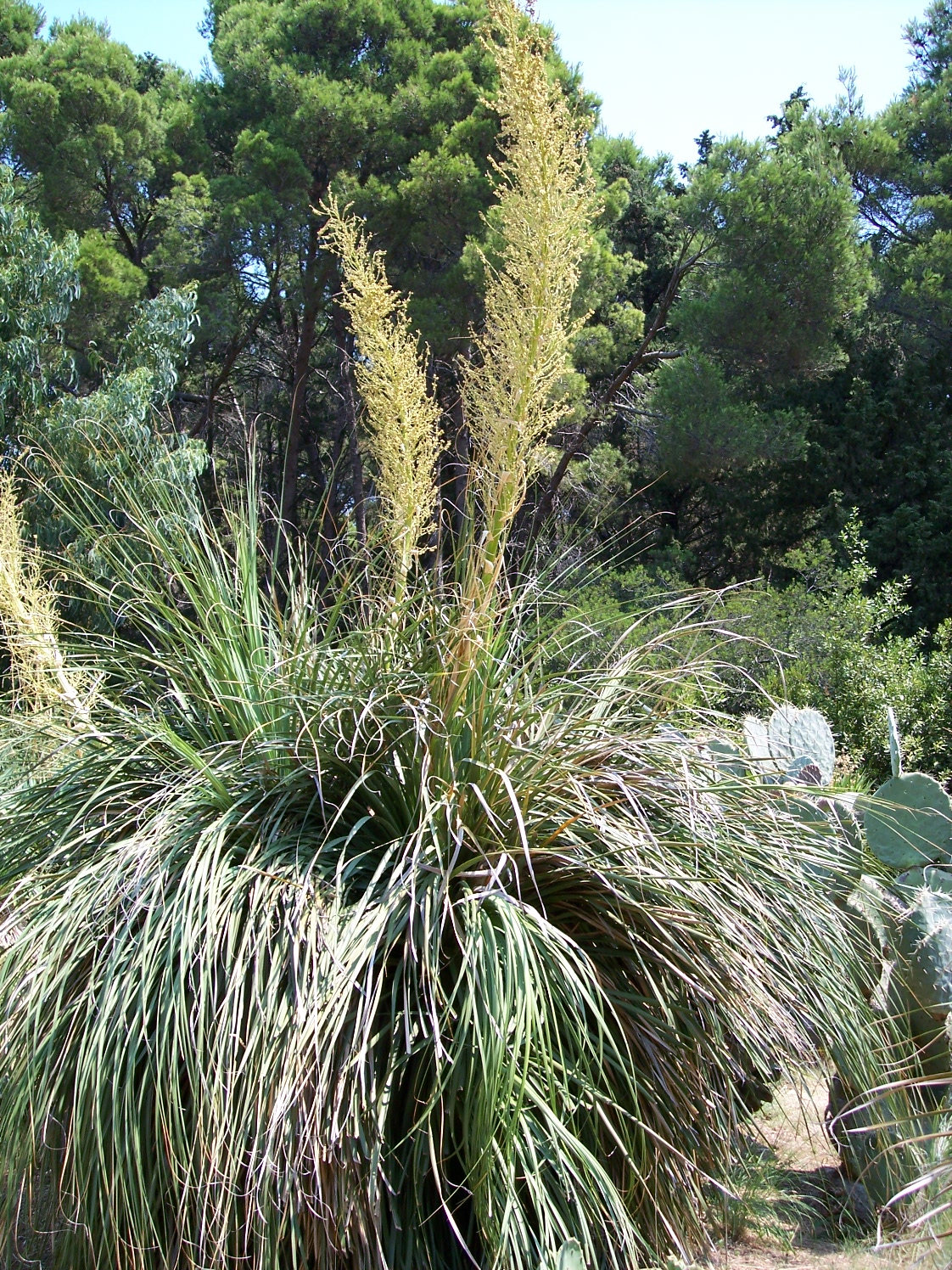
Nolina longifolia.
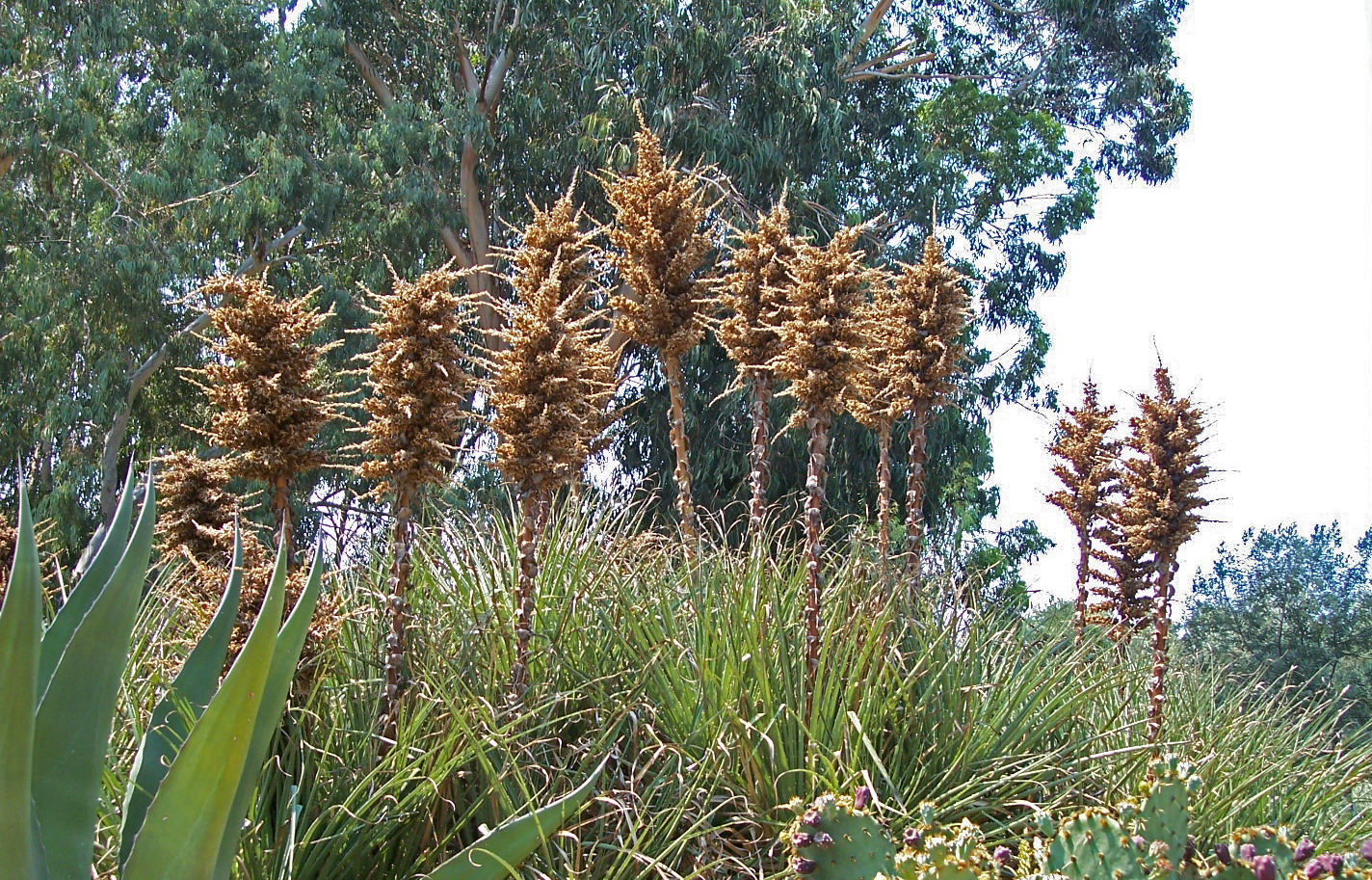
Puya chilensis.